# Кузнецов, Алексей Михайлович (генерал)
Алексей Михайлович Кузнецов (30 марта 1901 года, село Новокрасное — 25 сентября 1961 года, Ленинград) — советский военный деятель, генерал-майор (1944 год), начальник штаба ряда сухопутных корпусов и армий.

## Начальная биография
Алексей Михайлович Кузнецов родился 30 марта 1901 года в селе Новокрасное.

## Военная служба

### Гражданская война
В 1920 году был призван в ряды РККА.
Принимал участие в качестве красноармейца в Гражданской войне на Восточном фронте и в качестве курсанта в ходе подавления Кронштадтского восстания.

### Межвоенное время
В 1921 году окончил 2-е Петроградские кавалерийские курсы командного состава, после чего служил на должностях командира взвода, эскадрона кавалерийского полка в ПриВО и СКВО.
С июля 1925 года по окончании экстерном кавалерийской школы горских национальностей служил помощником начальника кавалерийской полковой школы.
В 1929 году окончил кавалерийские курсы усовершенствования командного состава, а в 1930 году — курсы «Выстрел».
В декабре 1931 года Кузнецов был назначен на должность командира-руководителя кавалерийских курсов усовершенствования командного состава Северо-Кавказского Военного Округа.
В 1936 году окончил Военную академию им. М. В. Фрунзе и в ноябре того же года был назначен на должность начальника части штаба 13-й Донской казачьей дивизии, а в июле 1937 года — на должность начальника разведки отдельного штаба СКВО.
В августе 1939 года Кузнецов был прикомандирован к Генштабу РККА и в 1940 году окончил Академию Генштаба. В том же году был назначен на должность начальника отдела разведывательного управления Генштаба. Являлся действующим куратором разведчика Рихарда Зорге.
Принимал участие в советско-финской войне в должности помощника начальника направления по Северо-Западному фронту.

### Великая Отечественная война
Алексей Михайлович Кузнецов принимал участие в боях на фронтах Великой Отечественной войны с августа 1941 года. Был назначен на должность старшего помощника начальника оперативного отдела штаба Западного фронта, был направленцем по 30-й армии.
В сентябре в связи с тяжёлой обстановкой 22-й армии в районе города Великие Луки Кузнецов был направлен в штаб армии с целью выработки решения по нормализации положения и до 20 сентября командовал торопецкой, андреапольской группами 22-й армии и 214-й стрелковой дивизией.
С 28 сентября исполнял должность начальника оперативного отдельного штаба оперативной группы войск генерала И. В. Болдина и участвовал в разработке плана проведения наступательной операции в районах станций Вадино и Холм-Жирковский.
14 октября Алексей Михайлович Кузнецов попал в окружение, из которого вышел 29 декабря в составе партизанского отряда.
С января 1942 года исполнял должность начальника штаба 17-го кавалерийского корпуса, а с июля — 51-й армии Северо-Кавказского фронта. Участвовал в разработке и осуществлении планов оборонительных операций по прикрытию побережья Азовского моря на участке Батайск — Азов — Темрюк, а также в подготовке оборонительного рубежа от Верхне-Курмоярской до Константиновской. С 10 июня по 2 июля и с 5 по 27 сентября исполнял обязанности командующего 51-й армией. Армия принимала участие в Сталинградской битве в составе Сталинградского (с 1 по 5 августа) и Юго-Восточного (с 6 августа по 1 октября) фронтов. За умелое руководство штабом армии, высокий профессионализм при подготовке операции и управлении войсками Алексей Михайлович Кузнецов был награждён орденом Красного Знамени.
Вскоре, находясь на должности начальника штаба 51-й армии, Кузнецов участвовал в Ростовской наступательной операции.
В апреле 1943 года был назначен на должность начальника штаба 44-й армии, принимавшей в битве за Кавказ и в освобождении Ставропольского края и Ростовской области, но в июле Кузнецов был освобожден от должности «как не справившийся» и тогда же был назначен на должность старшего преподавателя Высшей военной академии им. К. Е. Ворошилова, а в январе 1944 года — на должность начальника кафедры войсковой разведки Военной академии им. М. В. Фрунзе.
С июля 1945 года Кузнецов находился в распоряжении Военного совета Дальневосточного фронта и в августе был назначен на должность начальника штаба 65-го стрелкового корпуса (5-я армия, 1-й Дальневосточный фронт). Принимал участие в Харбино-Гиринской наступательной операции. Корпус действовал в ходе прорыва Волынского узла сопротивления японских войск и форсировании рек Мулинхэ и Муданьцзян, внеся значительный вклад в разгром Квантунской армии.

### Послевоенная карьера
С окончанием войны Кузнецов служил на должностях начальника штабов 65-го, 53-го и 123-го стрелковых корпусов Приволжского Военного Округа.
С 1952 года работал заместителем начальника, затем начальником кафедры общей тактики и оперативного искусства Военной академии тыла и снабжения, с декабря 1954 года — начальником учебного отдела, а с сентября 1955 года — начальником ВАК там же.
Генерал-майор Алексей Михайлович Кузнецов в мае 1961 года вышел в отставку. Умер 25 сентября 1961 года в Ленинграде и похоронен на Богословском кладбище.

## Награды
- Орден Ленина;
- Три ордена Красного Знамени;
- Медали[2].